# SPECTRA 헬멧

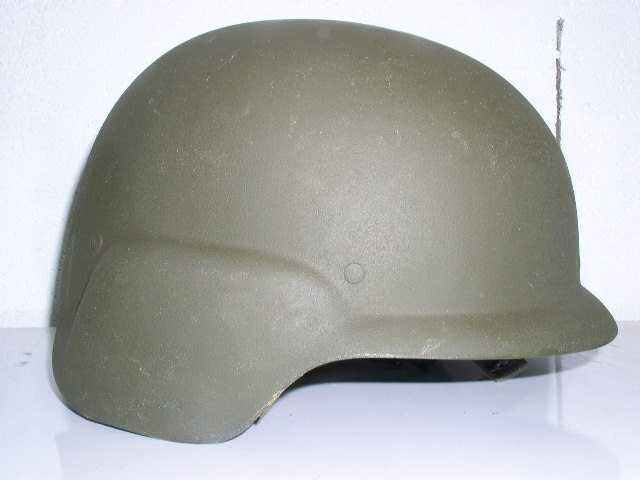
올리브색 SPECTRA 헬멧

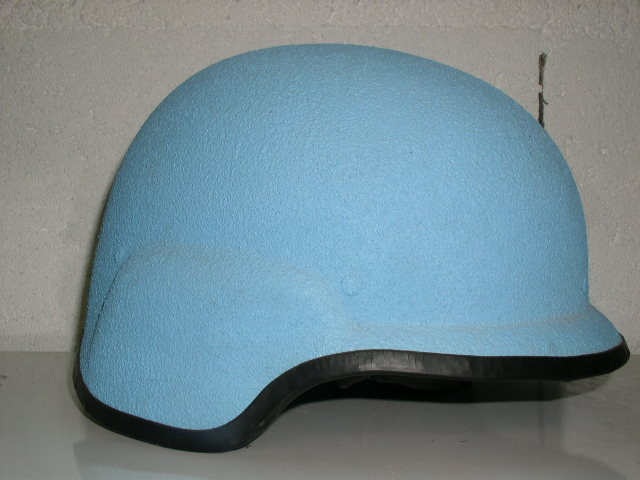
최초의 모델은 유엔 평화유지군 작전을 위해 제작되었으며, 청색이었다.

SPECTRA 헬멧은 현대 프랑스군이 사용중인 보병용 방탄모이다. 스펙트로 헬멧은 680 m / s (2,200 ft / s)에서 움직이는 1.1 g (0.039 oz )의 쉘 파편 을 막을 수 있는데 이는 Modèle 1978 헬멧 보다 80 % 향상된 것이다. 현재 프랑스군 내에서 대부분 신형인 스펙트로 헬멧으로 교체됐다.

## 특징
스펙트로 헬멧은 섬유로 만들어져 있다. 라이플 총이나 총구 탄환에 대해 방탄하는데 있어 제한된다. 이것은 390mm에서 420m / s까지 이동하는 8g (124gr)의 9mm 완전 금속 재킷 총알 (FMJ)에서 20mm (0.79in)의 최대 왜곡 (모양 손실)을 가진 단편 저항성 헬멧이다. 이는 640m / s (2,100 ft / s) 인 나토 표준화 된 규제 ( STANAG ) 2920, V50 미니에 부합하는 파편에 대한 저항력을 가지고 있다. 충격에 대한 내성은 산업용 헬멧에 대한 보호 표준 EN397을 충족시키기도 한다.
헬멧의 귀 덮개에는 개별 무선 시스템을 장착하는게 가능하다. 야간 시력과 같은 추가 장비를 추가할 수 있다. 프랑스 육군의 새로운 보병 전투 장비 인 Félin 시스템은 부분적으로 SPECTRA 헬멧의 개발을 기반으로 한다.

## 사용국가
- 프랑스 : F2 헬멧은 프랑스 군에 의해 채택되었다.
- 덴마크
- 캐나다 : 헬멧 설계를 채용하여 CG634를 개발해냈다.

## 같이 보기
- 88식 철모
- 6B27
- ECH
- ACH